# حي مدرم (عدن)
حي مدرم هو أحد أحياء مديرية المعلا في محافظة عدن اليمنية. يبلغ تعداد سكانه 10794 نسمة حسب التعداد السكاني في اليمن لعام 2004.